# بیست و نهمین دولت کانادا
بیست و نهمین دولت کانادا (انگلیسی: 29th Canadian Ministry) در روز ۴ نوامبر ۲۰۱۵ توسط نخست‌وزیر کانادا جاستین ترودو معرفی شد. برای نخستین‌بار در تاریخ کانادا، نیمی از ۳۰ عضو ۲۹مین کابینه کانادا را زنان تشکیل می‌دهند.

## وزرا
| وزیر               | Portfolio                                          | Tenure         |
| ------------------ | -------------------------------------------------- | -------------- |
| جاستین ترودو       | نخست‌وزیر، وزیر امور بین دولتی و جوانان             | ۴ نوامبر ۲۰۱۵– |
| رالف گودآل         | وزیر امنیت و آمادگی‌های اضطراری                     | ۴ نوامبر ۲۰۱۵– |
| کارولین بنت        | وزیر امور بومی‌ها و مناطق شمالی                     | ۴ نوامبر ۲۰۱۵– |
| لورنس مکاولی       | وزیر کشاورزی                                       | ۴ نوامبر ۲۰۱۵– |
| جودی ویلسون ریبولد | وزیر دادگستری و دادستان کل کانادا                  | ۴ نوامبر ۲۰۱۵– |
| استفان دیون        | وزیر امور خارجه کانادا                             | ۴ نوامبر ۲۰۱۵– |
| جودی فوت           | وزیر خدمات عمومی و تدارکات                         | ۴ نوامبر ۲۰۱۵– |
| جان مک کالوم       | وزیر مهاجرت، تابعیت و پناهندگان                    | ۴ نوامبر ۲۰۱۵– |
| کریستیا فریلند     | وزیر تجارت بین‌الملل                                | ۴ نوامبر ۲۰۱۵– |
| اسکات بریسون       | رئیس هیئت خزانه داری                               | ۴ نوامبر ۲۰۱۵– |
| جین فیلپات         | وزیر بهداشت                                        | ۴ نوامبر ۲۰۱۵– |
| دومینیک لبلانک     | رئیس دولت در مجلس عوام                             | ۴ نوامبر ۲۰۱۵– |
| ماریه کلود بیبو    | وزیر توسعه بین‌الملل و وزیر زبان‌های فرانکوفون       | ۴ نوامبر ۲۰۱۵– |
| ناودیپ بینز        | وزیر نوآوری، علم و توسعه اقتصادی                   | ۴ نوامبر ۲۰۱۵– |
| ملانی جولی         | وزیر میراث داری کانادا                             | ۴ نوامبر ۲۰۱۵– |
| بینل مورنیه        | وزیر دارایی                                        | ۴ نوامبر ۲۰۱۵– |
| دانیه لبوتیلیه     | وزیر عواید ملی                                     | ۴ نوامبر ۲۰۱۵– |
| جین وس داکلوس      | وزیر خانواده ، کودکان و توسعه اجتماعی              | ۴ نوامبر ۲۰۱۵– |
| کاترین مک‌کنا       | وزیر محیط زیست و تغییرات آب و هوایی                | ۴ نوامبر ۲۰۱۵– |
| مارک گارنو         | وزیر حمل و نقل                                     | ۴ نوامبر ۲۰۱۵– |
| ماریان میهچوک      | وزیر توسعه نیروی استخدام و کار                     | ۴ نوامبر ۲۰۱۵– |
| جیمز کار           | وزیر منابع طبیعی                                   | ۴ نوامبر ۲۰۱۵– |
| مریم منصف          | وزیر نهادهای دمکراتیک                              | ۴ نوامبر ۲۰۱۵– |
| کنت هر             | وزیر امور نظامیان جنگ آزموده و معاون وزیر دفاع ملی | ۴ نوامبر ۲۰۱۵– |
| کارلا کارلترو      | وزیر ورزش و معلولان                                | ۴ نوامبر ۲۰۱۵– |
| هارگیت ساجان       | وزیر دفاع ملی                                      | ۴ نوامبر ۲۰۱۵– |
| کریستی دانکن       | وزیر علوم                                          | ۴ نوامبر ۲۰۱۵– |
| آمارجیت سوهی       | وزیر زیر ساخت و محلات                              | ۴ نوامبر ۲۰۱۵– |
| پتی هایدو          | وزیر امور زنان                                     | ۴ نوامبر ۲۰۱۵– |
| هانتر توتو         | وزیر شیلات، اقیانوس‌ها و گارد ساحلی کانادا          | ۴ نوامبر ۲۰۱۵– |
| بردیش چیگر         | وزیر امور شرکت‌های کوچک و گردشگری                   | ۴ نوامبر ۲۰۱۵– |